# Chlorocoma
Chlorocoma är ett släkte av fjärilar. Chlorocoma ingår i familjen mätare.

## Bildgalleri

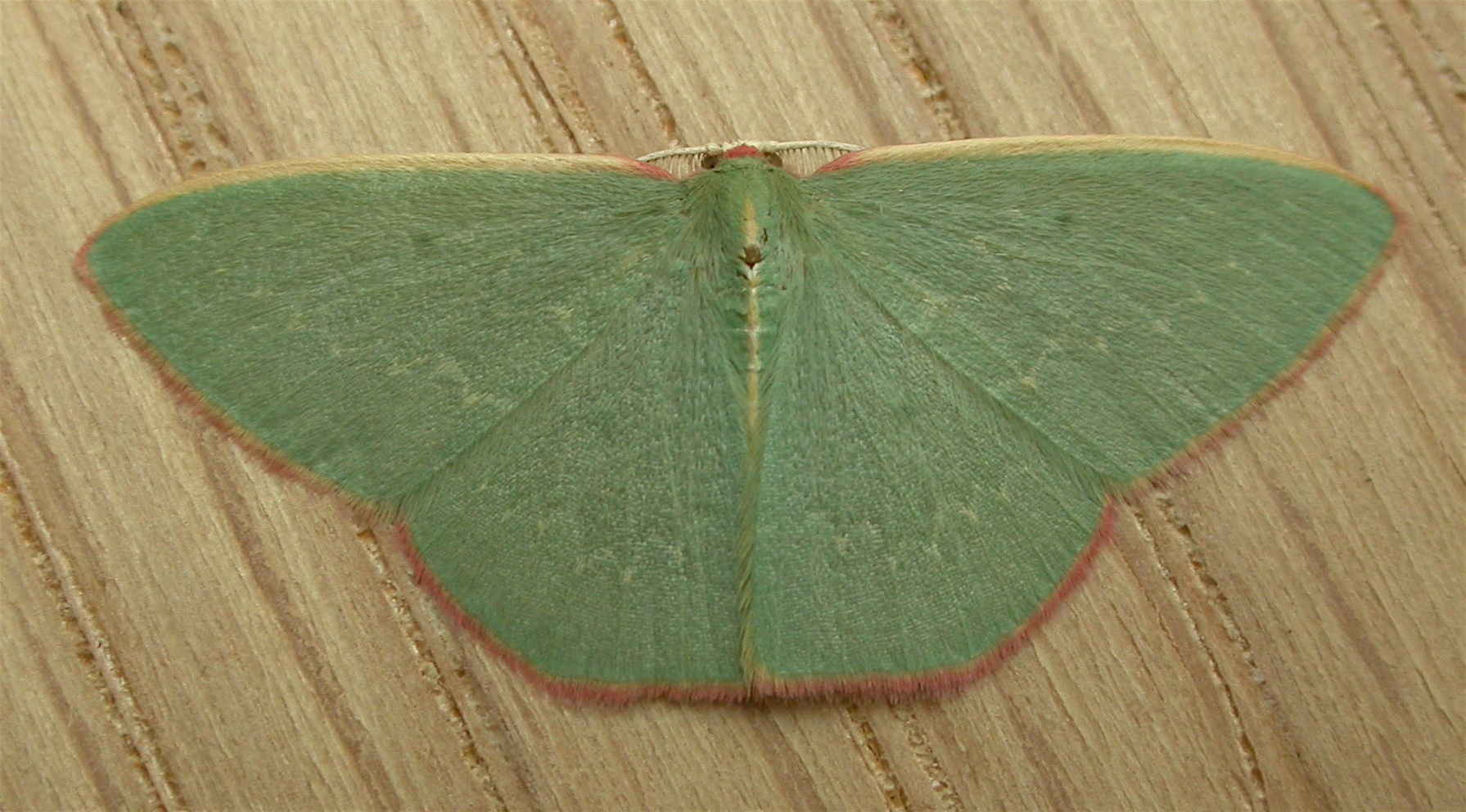

## Dottertaxa tillChlorocoma, i alfabetisk ordning[1]
- Chlorocoma asemanta
- Chlorocoma assimilis
- Chlorocoma cadmaria
- Chlorocoma carenaria
- Chlorocoma chloe
- Chlorocoma cissina
- Chlorocoma clopia
- Chlorocoma commoda
- Chlorocoma congenita
- Chlorocoma cyclosema
- Chlorocoma dichloraria
- Chlorocoma didita
- Chlorocoma dilatata
- Chlorocoma dischloraria
- Chlorocoma eucela
- Chlorocoma externa
- Chlorocoma halochlora
- Chlorocoma ipomopsis
- Chlorocoma melocrossa
- Chlorocoma monocyma
- Chlorocoma neptunus
- Chlorocoma ochroneurodes
- Chlorocoma octoplagiata
- Chlorocoma paraphylla
- Chlorocoma pediobates
- Chlorocoma periphracta
- Chlorocoma rhodocrossa
- Chlorocoma rhodoloma
- Chlorocoma rhodothrix
- Chlorocoma stereota
- Chlorocoma submissaria
- Chlorocoma symbleta
- Chlorocoma tachypora
- Chlorocoma tetraspila
- Chlorocoma vertumnaria
- Chlorocoma vulnerata
- Chlorocoma xuthocrania